# Liga dos Campeões da OFC de 2011–12
A Liga dos Campeões da Oceania de 2011–12 foi a 11ª edição da Liga dos Campeões da OFC. Seu campeão conquistou o direito de atuar na Copa do Mundo de Clubes da FIFA de 2012.

## Participantes
| Associação       | Equipe           | Método de Qualificação                                                                     |
| ---------------- | ---------------- | ------------------------------------------------------------------------------------------ |
| Fiji             | Ba               | Campeão - 2010 Fiji National Football League                                               |
| Nova Caledônia   | Mont-Dore        | Campeão - 2010 New Caledonia Division Honneur                                              |
| Nova Zelândia    | Waitakere United | Campeão - 2010–11 New Zealand Football Championship                                        |
| Nova Zelândia    | Auckland CityDT  | Vice-campeão - 2010–11 New Zealand Football Championship                                   |
| Papua Nova Guiné | Hekari United    | Campeão - 2010–11 Papua New Guinea National Soccer League                                  |
| Ilhas Salomão    | Koloale          | Campeão - 2011 S-League playoff (Vencedor da S-League vs. Vencedor da Championship Series) |
| Tahiti           | Tefana           | Campeão - 2010–11 Tahiti Division Fédérale                                                 |
| Vanuatu          | Amicale          | Campeão - 2011 Vanuatu National Soccer League                                              |

DT Detentor do título
A partir da temporada 2011-12, os dois clubes da Nova Zelândia serão colocados em grupos diferentes (em torneios anteriores foram colocados no mesmo grupo) - uma será inserido com os campeões de Fiji, Nova Caledônia e Taiti, enquanto o outro vai concorrer no segundo grupo, com os campeões de Vanuatu, Ilhas Salomão e Papua Nova Guiné.
Novamente nenhum torneio preliminar para a Liga dos Campeões da OFC de 2011-12 será disputado. Em vez disso, as equipes campeãs de Samoa Americana, Samoa, Ilhas Cook e Tonga vão participar de um torneio piloto. Propõe-se que esta competição seja no futuro um torneio preliminar com o vencedor do play-off se qualificando para um lugar na Liga dos Campeões da OFC.

## Fase de grupos
Com base na distribuição das equipes, por motivos de viagens, o Comitê Executivo da OFC separou as equipes em dois grupos, em junho de 2011. Um sorteio foi realizado na sede da OFC em Auckland em 19 de Julho de 2011 para decidir a "posição" de cada equipe dentro desses grupos, que é usado para determinar o horário.
Em cada grupo, as equipes irão jogar entre si em formato de turno e returno, com o vencedor do grupo avançando para a Final. Se dois ou mais times estiverem empatados em pontos, o desempate seguirá os seguintes critérios:
1. Saldo de gols
2. Número de gols marcados (gols pró)
3. Confronto direto entre as equipes empatadas (pontos, saldo de gols, gols marcados)
4. Dados de Fair-play
5. Sorteio

### Grupo A
| Equipe           | Pts | J | V | E | D | GP | GC | SG  |
| ---------------- | --- | - | - | - | - | -- | -- | --- |
| Tefana           | 13  | 6 | 4 | 1 | 1 | 15 | 12 | +3  |
| Waitakere United | 12  | 6 | 4 | 0 | 2 | 21 | 6  | +15 |
| Ba               | 9   | 6 | 3 | 0 | 3 | 7  | 16 | –9  |
| Mont-Dore        | 1   | 6 | 0 | 1 | 5 | 2  | 11 | –9  |

|                  | BA  | MON | TEF  | WAI |
| ---------------- | --- | --- | ---- | --- |
| Ba               | –   | 2–1 | 0–5  | 3–2 |
| Mont-Dore        | 0–1 | –   | 1–1  | 0–1 |
| Tefana           | 4–1 | 2–0 | –    | 3–0 |
| Waitakere United | 4–0 | 4–0 | 10–0 | –   |

| 29 de outubro de 2011 | Waitakere United                                                                                | 10 – 0    | Tefana | Fred Taylor Park, Auckland              |
| 14:00 UTC+13          | Allan Pearce 10' (pên), 44' · Ryan De Vries 14', 37', 74' · Roy Krishna 33', 40', 49', 70', 89' | Relatório |        | Público: 900 Árbitro: FIJ Rakesh Varman |

| 30 de outubro de 2011 | Ba                     | 2 – 1     | Mont-Dore     | Govind Park, Ba                        |
| 15:00 UTC+13          | Avinesh Swamy 63', 82' | Relatório | José Hmaé 35' | Público: 1 500 Árbitro: NZL Chris Kerr |

| 12 de novembro de 20111 | Mont-Dore       | 1 – 1     | Tefana           | Stade Numa-Daly Magenta, Nouméa       |
| 15:00 UTC+11            | Michel Hmaé 71' | Relatório | Hiva Kamoise 82' | Público: 300 Árbitro: NZL Jamie Cross |

| 20 de novembro de 2011 | Waitakere United                                                                    | 4 – 0     | Ba | Fred Taylor Park, Auckland                 |
| 15:00 UTC+13           | Jone Vesikula 56' (g.c.) · Ross McKenzie 61' · Chris Bale 71' · Sean Lovemore 90+4' | Relatório |    | Público: 4 000 Árbitro: TAH Norbert Hauata |

| 3 de dezembro de 2011 | Mont-Dore | 0 – 1     | Waitakere United | Stade Numa-Daly Magenta, Nouméa          |
| 15:00 UTC+11          |           | Relatório | Chris Bale 39'   | Público: 400 Árbitro: TAH Averii Jacques |

| 2 de dezembro de 2011 | Tefana                                                                     | 4 – 1     | Ba                      | Stade Louis Ganivet, Faaa              |
| 19:30 UTC−10          | Tetiamana Marmouyet 21' (pên) · Roihau Degage 38', 77' · Axel Williams 86' | Relatório | Jone Vesikula 58' (pên) | Público: 117 Árbitro: NZL Nick Waldron |

| 18 de fevereiro de 2012 | Mont-Dore | 0 – 1     | Ba                         | Stade Numa-Daly Magenta, Nouméa         |
| 15:00 UTC+11            |           | Relatório | Osea Vakatalesau 36' (pên) | Público: 100 Árbitro: NZL Peter O'Leary |

| 17 de fevereiro de 2012 | Tefana                                                     | 3 – 0     | Waitakere United | Stade Louis Ganivet, Faaa                 |
| 19:30 UTC−10            | Alvin Tehau 1' · Sebastian Labayen 43' · Taufa Neuffer 70' | Relatório |                  | Público: 193 Árbitro: NCL Isidore Assiene |

| 2 de março de 2012 | Tefana                                          | 2 – 0                      | Mont-Dore | Stade Louis Ganivet, Faaa               |
| 19:30 UTC−10       | Roihau Degage 47' · Jean-Claude Chang 71' (pên) | Relatório[ligação inativa] |           | Público: 248 Árbitro: FIJ Andrew Achari |

| 4 de março de 2012 | Ba                                                                | 3 – 2     | Waitakere United                     | Govind Park, Ba            |
| 15:00 UTC+12       | Remeuru Takiata 36' · Jone Salauneune 51' · Malakai Kainihewe 73' | Relatório | Matt Cunneen 31' · Sean Lovemore 83' | Árbitro: TAH Nobert Hauata |

| 31 de março de 2012 | Waitakere United                                         | 4 – 0                      | Mont-Dore | Douglas Field, Auckland                 |
| 15:00 UTC+13        | McKenzie 68' · Haviland 73' · Pearce 82' · Lovermore 87' | Relatório[ligação inativa] |           | Público: 150 Árbitro: TAH Kader Zitouni |

| 15 de abril de 20122 | Ba | 0 – 5     | Tefana                                                  | Bill McKinley Park, Auckland (Nova Zelândia)2 |
| 16:30 UTC+12         |    | Relatório | Tchen 36', 42' · Neuffer 53' · Tehau 74' · Williams 86' | Árbitro: SOL Gerald Oiaka                     |

Notas
- Nota 1: Antecipado devido a participação do Tefana na Copa da França 2011-12.[13]
- Nota 2: Originalmente o jogo estava marcado para 31 de março de 2012 no Govind Park, Ba, mas foi adiado para 1 de abril de 2012 e transferido para o Churchill Park, Lautoka, devido a uma forte tempestade que causou enorme estragos em Fiji e deixou o estádio de Govind Park inadequado para receber a partida.[14] Devido ao agravamento da situação meteorológica e perspectivas, foi decidido adiar a partida para uma data posterior novamente.[15] Como Fiji ainda se recupera das enchentes, foi proposto que o jogo fosse disputado em Auckland, Nova Zelândia.[16]

### Grupo B
| Equipe        | Pts | J | V | E | D | GP | GC | SG  |
| ------------- | --- | - | - | - | - | -- | -- | --- |
| Auckland City | 13  | 6 | 4 | 1 | 1 | 17 | 8  | +9  |
| Hekari United | 11  | 6 | 3 | 2 | 1 | 9  | 6  | +3  |
| Amicale       | 7   | 6 | 2 | 1 | 3 | 6  | 7  | –1  |
| Koloale       | 3   | 6 | 1 | 0 | 5 | 7  | 18 | –11 |

|               | AMI | AUC | HEK | KOL |
| ------------- | --- | --- | --- | --- |
| Amicale       | –   | 1–0 | 1–1 | 2–0 |
| Auckland City | 3–2 | –   | 2–0 | 7–3 |
| Hekari United | 2–0 | 1–1 | –   | 3–1 |
| Koloale       | 1–0 | 1–4 | 1–2 | –   |

| 29 de outubro de 2011 | Amicale                | 1 – 1     | Hekari United   | PVL, Port Vila                            |
| 15:00 UTC+11          | Fenedy Masauvakalo 45' | Relatório | Kema Jack 90+4' | Público: 6 500 Árbitro: NZL Peter O'Leary |

| 29 de outubro de 2011 | Koloale                   | 1 – 4     | Auckland City                                             | Lawson Tama Stadium, Honiara               |
| 15:00 UTC+11          | Benjamin Totori 74' (pên) | Relatório | Manel Expósito 22' (pên), 55' · David Mulligan 85', 90+2' | Público: 18 000 Árbitro: FIJ Andrew Achari |

| 19 de novembro de 2011 | Auckland City                          | 2 – 0     | Hekari United | Kiwitea Street, Auckland                |
| 15:00 UTC+13           | Manel Expósito 49' · Emiliano Tade 22' | Relatório |               | Público: 800 Árbitro: FIJ Rakesh Varman |

| 19 de novembro de 2011 | Amicale               | 2 – 0     | Koloale | PVL, Port Vila                           |
| 15:00 UTC+11           | Joachim Waroi 3', 50' | Relatório |         | Público: 6 000 Árbitro: NZL Nick Waldron |

| 3 de dezembro de 2011 | Hekari United                                           | 3 – 1     | Koloale        | PMRL Stadium, Port Moresby |
| 15:00 UTC+10          | Taniela Waqa 6' · Andrew Lepani 16' · Pita Bolatoga 79' | Relatório | James Naka 82' | Árbitro: FIJ Andrew Achari |

| 18 de janeiro de 20123 | Auckland City                                       | 3 – 2                      | Amicale                                       | Kiwitea Street, Auckland                |
| 17:45 UTC+13           | Manel Expósito 40', 45' (pen.) · Adam Dickinson 87' | Relatório[ligação inativa] | James Pritchett 23' (g.c.) · Alick Maemae 76' | Público: 800 Árbitro: TAH Kader Zitouni |

| 18 de fevereiro de 2012 | Auckland City | 7 – 3     | Koloale                                     | Kiwitea Street, Auckland                 |
| 15:00 UTC+13            | Adam Dickinson 7', 59' · Chad Coombes 36' · Francis Lafai 40' (g.c.) · Ivan Vicelich 58' · Andrew Milne 62' · Daniel Koprivcic 83' | Relatório | Benjamin Totori 16', 65' · James Naka 90+3' | Público: 850 Árbitro: TAH Averii Jacques |

| 18 de fevereiro de 2012 | Hekari United      | 2 – 0     | Amicale | PMRL Stadium, Port Moresby             |
| 15:00 UTC+10            | Kema Jack 11', 79' | Relatório |         | Público: 5 000 Árbitro: NZL Chris Kerr |

| 3 de março de 2012 | Koloale       | 1 – 0                      | Amicale | Lawson Tama Stadium, Honiara |
| 15:00 UTC+11       | Ezra Sale 87' | Relatório[ligação inativa] |         | Árbitro: NZL Nick Waldron    |

| 3 de março de 2012 | Hekari United      | 1 – 1     | Auckland City        | PMRL Stadium, Port Moresby |
| 15:00 UTC+10       | Maciu Dunadamu 60' | Relatório | Alex Feneridis 90+1' | Árbitro: SOL Gerald Oiaka  |

| 31 de março de 2012 | Amicale    | 1 – 0     | Auckland City | PVL, Port Vila                           |
| 15:00 UTC+11        | Tangis 60' | Relatório |               | Público: 5 000 Árbitro: VAN Bruce George |

| 31 de março de 2012 | Koloale          | 1 – 2     | Hekari United           | Lawson Tama Stadium, Honiara             |
| 15:00 UTC+11        | Totori 16' (pên) | Relatório | Dunadamu 45' · Jack 75' | Público: 5 000 Árbitro: NZL Nick Waldron |

Notas
- Nota 3: Adiado devido a participação do Auckland City na Copa do Mundo de Clubes da FIFA de 2011.[13]

## Final
Os vencedores dos grupos A e B irão jogar a final em duas partidas (ida e volta). Os anfitriões de cada jogo serão decididos por sorteio. A Regra do gol fora de casa será aplicada e prorrogação e pênaltis serão usados para decidir o vencedor, se necessário.
| Equipe 1      | Total | Equipe 2 | 1.º jogo | 2.º jogo |
| ------------- | ----- | -------- | -------- | -------- |
| Auckland City | 3–1   | Tefana   | 2–1      | 1–0      |

| 29 de abril de 2012 | Auckland City                | 2 – 1     | Tefana       | Kiwitea Street, Auckland               |
| 14:00 UTC+12        | Mulligan 57' · Koprivcic 60' | Relatório | Williams 72' | Público: 1 500 Árbitro: SOL John Saohu |

| 12 de maio de 2012 | Tefana | 0 – 1     | Auckland City | Stade Louis Ganivet, Faaa                           |
| 16:00 UTC−10       |        | Relatório | Expósito 41'  | Público: 1 900 Árbitro: NCL Isidore Assiene-Ambassa |

| Liga dos Campeões da OFC de 2011-12 |
| ----------------------------------- |
| Nova Zelândia                       |
| Auckland City Quarto Título         |

## Artilharia
| Pos. | Nome                         | Time             | Gols |
| ---- | ---------------------------- | ---------------- | ---- |
| 1    | Manel Expósito               | Auckland City    | 6    |
| 2    | Roy Krishna                  | Waitakere United | 5    |
| 3    | Kema Jack                    | Hekari United    | 4    |
| 4    | Dave Mulligan                | Auckland City    | 3    |
| 4    | Benjamin Totori              | Koloale          | 3    |
| 4    | Axel Williams                | Tefana           | 3    |
| 4    | Ryan De Vries                | Waitakere United | 3    |
| 4    | Sean Lovemore                | Waitakere United | 3    |
| 4    | Allan Pearce                 | Waitakere United | 3    |
| 10   | Joachim Waroi                | Amicale          | 2    |
| 10   | Adam Dickinson               | Auckland City    | 2    |
| 10   | Daniel Koprivcic             | Auckland City    | 2    |
| 10   | Avinesh Swamy                | Ba               | 2    |
| 10   | Maciu Dunadamu               | Hekari United    | 2    |
| 10   | James Naka                   | Koloale          | 2    |
| 10   | Roihau Degage                | Tefana           | 2    |
| 10   | Taufa Neuffer                | Tefana           | 2    |
| 10   | Angelo Tchen                 | Tefana           | 2    |
| 10   | Alvin Tehau                  | Tefana           | 2    |
| 10   | Chris Bale                   | Waitakere United | 2    |
| 10   | Ross McKenzie                | Waitakere United | 2    |
| 22   | Alick Maemae                 | Amicale          | 1    |
| 22   | Fenedy Masauvakalo           | Amicale          | 1    |
| 22   | Kensi Tangis                 | Amicale          | 1    |
| 22   | Chad Coombes                 | Auckland City    | 1    |
| 22   | Alex Feneridis               | Auckland City    | 1    |
| 22   | Andrew Milne                 | Auckland City    | 1    |
| 22   | Emiliano Tade                | Auckland City    | 1    |
| 22   | Ivan Vicelich                | Auckland City    | 1    |
| 22   | Malakai Kainihewe            | Ba               | 1    |
| 22   | Jone Salauneune              | Ba               | 1    |
| 22   | Remueru Tekiate              | Ba               | 1    |
| 22   | Osea Vakatalesau             | Ba               | 1    |
| 22   | Jone Vesikula                | Ba               | 1    |
| 22   | Pita Baleitoga               | Hekari United    | 1    |
| 22   | Andrew Lepani                | Hekari United    | 1    |
| 22   | Taniela Waqa                 | Hekari United    | 1    |
| 22   | Steven Anisi                 | Koloale          | 1    |
| 22   | Ezra Sale                    | Koloale          | 1    |
| 22   | José Hmaé                    | Mont-Dore        | 1    |
| 22   | Michel Hmaé                  | Mont-Dore        | 1    |
| 22   | Jean-Claude Chang Koei Chang | Tefana           | 1    |
| 22   | Hiva Kamoise                 | Tefana           | 1    |
| 22   | Sebastian Labayen            | Tefana           | 1    |
| 22   | Tetiamana Marmouyet          | Tefana           | 1    |
| 22   | Matt Cunneen                 | Waitakere United | 1    |
| 22   | Ross Haviland                | Waitakere United | 1    |

Gols contra
| Pos. | Nome            | Time          | Gols | Oponente         |
| ---- | --------------- | ------------- | ---- | ---------------- |
| 1    | James Pritchett | Auckland City | 1    | Amicale          |
| 1    | Jone Vesikula   | Ba            | 1    | Waitakere United |
| 1    | Francis Lafai   | Koloale       | 1    | Auckland City    |